# Saint-Amand-Longpré
Saint-Amand-Longpré là một xã thuộc tỉnh Loir-et-Cher miền trung nước Pháp.